# Marionette
Marionette (나를 기억해 (); literalmente: Acuérdate de Mí) es una película de crimen y suspense surcoreana, escrita y dirigida por Lee Han-wook. La película es protagonizada por Lee Yoo-young y Kim Hee-won.

## Elenco

### Personajes principales
- Lee Yoo-young como Han de Seo-rin / Min-ah

Una maestra de escuela secundaria que es perseguida por un hombre violento de su pasado.
- Kim Hee-won como Oh Kook-chul.

Un exdetective que sigue la pista de un misterioso criminal.

### Personajes secundarios
- Oh Ha-nee como Yang Se-jeong.[3]
- Lee Hak-joo como Kim Dong-jin.
- Kim Da-mi como Yoo Min-ah.
- Lee Je-yeon como Kim Jin-ho.
- Jang Hyuk-jin como Jo Young-jae.
- Ko Kyu-pil como Detective Moon.
- Kim Young-sun como Han Soon-jung.
- Kang Ji-sub como Woo-hyuk.

### Otros personajes
- Lee Hong-nae como el amigo de Se-jeong.

## Producción
Marionette es el debut como director de largometrajes de Lee Han-wook. Lee había dirigido anteriormente en 2012 la película Hide N Seek, que se proyectó en el Festival de Cine Internacional de Montreal y el Festival Internacional de Cine de Boston .
La película comenzó el rodaje en diciembre de 2016.

## Estreno
Marionette tuvo su estreno mundial en el 48.º Festival Internacional de Cine de la India en noviembre de 2017, donde participó en la sección Concurso Internacional.
El 12 de marzo de 2018, el elenco y el director asistieron a una conferencia de prensa en Seúl para promocionar la película.
Marionette fue estrenada en cines el 19 de abril de 2018.